# Thomas Gobena
Thomas Gobena (Spitzname: Tommy T; * 1971 in Addis Abeba) ist ein US-amerikanischer Musiker, Sänger, Liedermacher, Komponist, Manager, Schauspieler und Produzent äthiopischer Abstammung. Seit 2006 ist er als Bassist und Sänger Teil der achtköpfigen Gypsy-Punk-Rockband Gogol Bordello.
Zu den musikalischen Einflüssen Gobenas gehören neben Bob Marley, der Bassist Aston Barrett aus Bob Marleys Band The Wailers, der Motown Bassist James Jamerson, sowie der  amerikanische Bassist, Komponist und Produzent Bill Laswell. Mit seiner Band hat er jährlich rund 200 Auftritte.
Gobena lebt in Alexandria, einer Stadt im Bundesstaat Virginia.

## Leben

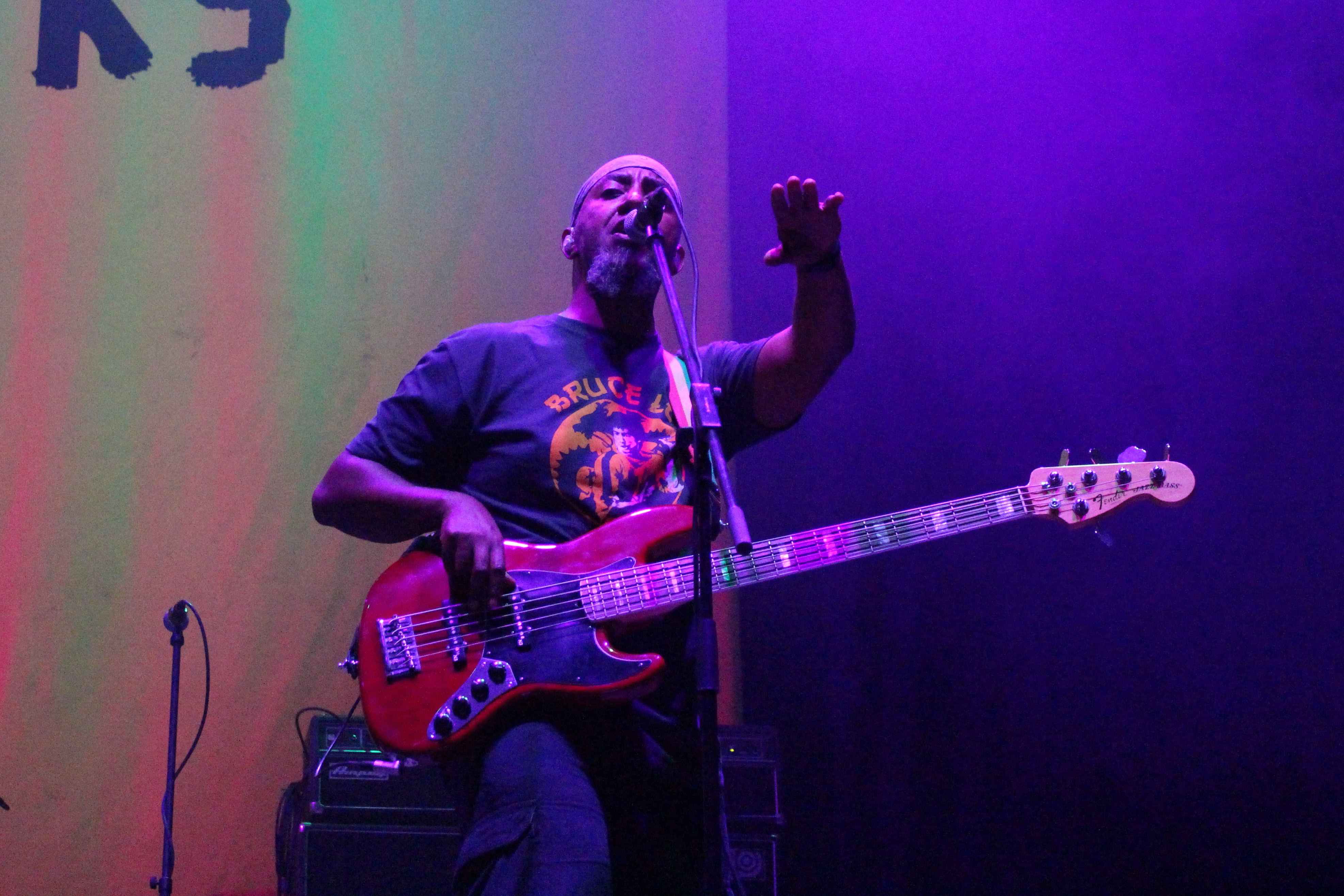
Thomas Gobena am Two Days a Week 2016

### Kindheit und Jugend
Mit fünf Jahren durfte er zum ersten Mal auf der akustischen Spielzeug-Gitarre seines älteren Bruders Zelalem spielen. Später in der Grundschule brachten ihm Freunde, die einer Schulband angehörten, Grundwissen in Sachen Musik bei. Eine reguläre Ausbildung zum Berufsmusiker sollte er jedoch nie erhalten.

### Musikalische Karriere
1987 folgte der sechzehnjährige Gobena seinem älteren Bruder Henock Temesgen in die Vereinigten Staaten und lebte dort zunächst in Washington, D.C., das damals bereits eine Gemeinde von rund 200.000 Exil-Äthiopiern aufwies. Temesgen, tagsüber als Bauingenieur tätig, tingelte des Nachts als Bassist durch die Kneipen und hatte in Washington bereits eine Schallplatte namens „Admas“ (eine Kombination folkloristisch-äthiopischer Musik gemischt mit den Klängen von Reggae, Samba u. a.) veröffentlicht.
Nach dem Vorbild seines Bruders hatte sich Gobena erhofft, seinen Lebensunterhalt als Bassist verdienen zu können. In die Fußstapfen seines Idols Bob Marley tretend gründete er gemeinsam mit seinem Freund Zedicus (Zakki Jawad) zunächst eine eigene Reggae Band namens „Adola“, die sich später in „The Abyssinian Roots Collective“ oder ARC umbenennen sollte. Teil dieser Band waren unter anderem die aus Äthiopien stammenden Sängerinnen Aster Aweke sowie Ejigayehu Shibabaw alias „Gigi“ (derzeit eine der berühmtesten und erfolgreichsten Sängerinnen äthiopischen Ursprungs). Mit ihnen spielte er drei- bis viermal pro Woche in Restaurants, Nachtclubs und Kneipen, während er quasi nebenher die Williams High School abschloss. Im Anschluss studierte Gobena an der Saginaw Valley State University in Michigan Informatik, nutzte jedoch weiterhin jede Gelegenheit an langen Wochenenden oder den Semesterferien mit seiner Band zu musizieren.
Nach Beendigung seines Studiums kehrte er nach Washington zurück, wo er in der Computerbranche zu arbeiten begann, was zu einem unglücklichen Balanceakt zwischen Alltagsjob und seiner geliebten Musik führte. Einen Arbeitsplatzverlust im April des Jahres 2001 nahm er als Chance wahr, seinen verhassten Job endgültig an den Nagel zu hängen.

### Karriere als Berufsmusiker
Gemeinsam mit seinem Bruder Temesgen gründete Gobena ein eigenes Plattenlabel namens „C-Side Entertainment“ mit der Idee, äthiopischen Musikern in der Diaspora den Zugang zum amerikanischen Mainstream zu ebnen. Offen und interessiert an unterschiedlichsten Musikstilen beschäftigte sich Gobena u. a. mit R&B, Hip-Hop, Neo-Soul. Er wurde Manager der  aus Äthiopien stammenden R&B Sänger/Songschreiberin Wayna (Woyneab Miraf Wondwossen), die inzwischen mit ihrem Song „Lovin’ U“ eine Grammy-Nominierung erhielt. Auf ihrer CD „Moments of Clarity“ war Gobena außerdem als Produzent mehrerer Lieder tätig.
Aufgrund der Zusammenarbeit mit dem israelischen Gitarrist und Produzenten Eran Tabib, früheres Mitglied der alternativen New Yorker Rockband Spin Doctors erhielt er 2006 die Chance, bei der Gypsy-Punk-Band Gogol Bordello vorzuspielen.  Er ist seit dieser Zeit  ständiges Mitglied der  Multi-Kulti Combo.

### Solokarriere
Gobena debütierte 2009  mit dem  Soloalbum  „The Prester John Sessions“. Hier spielt er Bass und griechische Bouzouki und singt  mit  äthiopischen Freunden aus seiner Zeit in Washington sowie Eugene Hütz (Ukraine) und Pedro Erazo (Ecuador).  Idee des Albums, das hauptsächlich Instrumentalmusik enthält, war, die äthiopische Kultur weltweit bekannt zu machen. Seine Musik vereinigt Elemente der folkloristischen Musik seiner Heimat sowie verschiedene Stilrichtungen wie Dub, Jazz, Funk, Reggae u. v. a.

## Diskografie
Mit Gogol Bordello
Alben
- 2007: Super Taranta
- 2009: Live from Axis Mundi
- 2010: Trans-Continental Hustle

Singles
- 2007: Wonderlust King

Solo
- 2009: The Prester John Sessions

## Filme
- 2007: Gogol Bordello Non-stop
- 2008: Filth and Wisdom
- 2009: Larger Than Life in 3D
- 2009: Life From Axis Mundi